# 226.ª Divisão de Infantaria (Alemanha)
A 226.ª Divisão de Infantaria (em alemão: 226. Infanterie-Division) foi uma unidade militar que serviu no exército alemão durante a Segunda Guerra Mundial.

## Comandantes
| Comandante                         | Data                                       |
| ---------------------------------- | ------------------------------------------ |
| Generalleutnant Wolfgang von Kluge | 6 de julho de 1944 - 9 de setembro de 1944 |

## Oficiais de operações
| Oberstleutnant Wolf-Christian von Loeben | 1 de julho de 1944-9 de maio de 1945 |

## Área de operações
| Alemanha | julho de 1944 - agosto de 1944 |
| França   | agosto de 1944 - maio de 1945  |